# Hotchaz (Latchine)
Hotchaz est un village de la région de Latchine en Azerbaïdjan.

## Histoire
En 1992-2020, Hotchaz était sous le contrôle des forces armées arméniennes. Le 1er décembre 2020, le village repasse sous la souveraineté de l'Azerbaïdjan, comme l'ensemble du raion de Latchine, conformément à l'accord de cessez-le-feu du Haut-Karabakh.

## Population
Selon les statistiques de 2006, la population du village était de 960 personnes.

## Économie
La principale occupation de la population est l'élevage.

## Culture
Il y avait une école, un club, une bibliothèque, 2 épiceries, un temple et une infirmerie dans le village d'Hotchaz.